# مكالمة فائتة (فلم)
مكالمة فائتة (بالإنجليزية: One Missed Call) هو فيلم رعب تم إنتاجه في الولايات المتحدة واليابان وألمانيا وصدر سنة 2008 بطولة شانين سوسامون وإدوارد بيرنز.

## القصة
تتلقى (ليان) مكالمة على بريدها الصوتي تخبرها بموعد وفاتها بالتحديد، وفي اليوم المقصود تهاجمها ظواهر غريبة، وخارقة للطبيعة ، لكنها تنجو ، تصل رسالة إلى صديق (ليان) تخبره بموعد وفاته، ويموت بالفعل أمام عينيها، فتطلب المعونة من صديقها المحقق (جاك)، الذي يخبرها بمفاجأة أن شقيقته هي الضحية الأولى لتلك المكالمات .

## الميزانية والإيرادات
كلف الفيلم 20 مليون دولار وحقق ارباح تقدر بـ 46 مليون دولار.

## روابط خارجية
- مقالات تستعمل روابط فنية بلا صلة مع ويكي بيانات

لا توجد روابط لمواقع التواصل الاجتماعي.